# NGC 5304
NGC 5304 est une vaste galaxie lenticulaire située dans la constellation du Centaure. Sa vitesse par rapport au fond diffus cosmologique est de 3 986 ± 19 km/s, ce qui correspond à une distance de Hubble de 58,8 ± 4,1 Mpc (∼192 millions d'al). NGC 5304 a été découverte par l'astronome américain Lewis Swift en 1885.
À ce jour, 14 mesures non basées sur le décalage vers le rouge (redshift) donnent une distance de 62,136 ± 5,442 Mpc (∼203 millions d'al), ce qui est à l'intérieur des valeurs de la distance de Hubble.

## Supernova
La supernova SN 2005al a été découverte dans NGC 5304 le 24 février 2005 par E. Pimentel, T. Napoleao, C. Colesanti et C. Jacques, une équipe brésilienne d'astronomes amateurs (BRASS),. Cette supernova était de type Ia. 

## Groupe de NGC 5302
Selon A.M. Garcia, la galaxie NGC 5304 fait partie de groupe de NGC 5302 compte au moins cinq galaxies. Les autres galaxies du groupe sont NGC 5302, IC 4325, MCG -5-33-5 et PGC 49095.